# Alessandro Orsini
Alessandro Orsini (Roma, 24 de gener de 1842 - 1890) fou un compositor i director d'orquestra italià.
Fou director de diferents orquestres a Itàlia durant molts anys, i posteriorment s'establí a Roma, on fou nomenat membre de l'Acadèmia de Santa Cecília, bibliotecari i professor de cant de la mateixa institució. Va prendre part en diferents concursos de composició, i li foren premiades les cantates Lamberto di Pavia (1864), Il Genio di Roma i d'altres obres.
Entre les seves altres composicions hi figuren vuit balls d'espectacle, un d'ells titulat La modista alla corte; cinc òperes que assoliren un escàs èxit. 12 estudis d'harmonia pràctica, i diverses composicions religioses: 
- Ave Maria,
- Benedictus,
- Salve del mar,
- Stella,
- Inno della Pentecoste, etc.

Publicà l'opuscle Considerationi generali sull'arte del canto (Roma, 1876)